# Catherine Carr (sceneggiatrice)
Catherine Carr (Austin, 1º gennaio 1880 – Hollywood, 18 gennaio 1941) è stata una sceneggiatrice statunitense che lavorò nel cinema all'epoca del muto.

## Filmografia (parziale)
- His Official Appointment, regia di Charles Kent (1912)
- The Line-Up, regia di William Humphrey (1913)
- Local Color, regia di Ned Finley (1914)
- The Arrow Maker's Daughter, regia di Jay Hunt (1914)
- In the Old Attic, regia di Frederick A. Thomson (1914)
- The Portrait, regia di James Young (1914)
- The Awakening of Barbara Dare, regia di Wilfrid North (1914)
- The Coming Power, regia di Edward MacKay (1914)
- The Spirit of the Poppy, regia di Frederick A. Thomson (1914)
- The Span of Life, regia di Edward MacKay (1914)
- The Bribe, regia di Lucius Henderson (1915)
- College Days, regia di Scott Sidney - cortometraggio (1915)
- Easy Money, regia di Theodore Marston (1915)
- The Melting Pot
- The Lesson of the Narrow Street, regia di S. Rankin Drew (1915)
- The Whirl of Life, regia di Oliver D. Bailey (1915)
- The Huntress of Men, regia di Lucius Henderson (1916)
- The Wire Pullers, regia di William Worthington (1916)
- The Limousine Mystery, regia di Lucius Henderson (1916)
- The Code of His Ancestors, regia di Raymond L. Schrock (1916)
- A College Boomerang, regia di Winthrop Kelley (1916)
- The Scarlet Mark, regia di Lucius Henderson (1916)
- The Clever Mrs. Carter, regia di George Ridgwell (1916)
- Behind the Veil, regia di Lucius Henderson (1916)
- The Little Grey Mouse, regia di Winthrop Kelley (1916)
- Temptation and the Man, regia di Robert F. Hill (1916)
- A Splash of Local Color, regia di Lucius Henderson (1916)
- Won by Valor, regia di Robert F. Hill (1916)
- Her Mother's Sweetheart, regia di George Ridgwell (1916)
- Beyond the Trail, regia di Ben F. Wilson (1916)
- The Trail of Chance, regia di Lucius Henderson (1916)
- The Narrow Path, regia di Francis J. Grandon (1916)
- Love's Masquerade, regia di Lucius Henderson (1916)
- The Angel of the Attic, regia di Francis J. Grandon (1916)
- Cheaters, regia di Lucius Henderson (1916)
- Toto of the Byways, regia di Lee Kohlmar (1916)
- The Beautiful Impostor, regia di Lucius Henderson (1917)
- The Untamed, regia di Lucius Henderson (1917)
- To the Highest Bidder, regia di Lucius Henderson (1917)
- The Regenerates, regia di E. Mason Hopper (1917)
- I Love You, regia di Walter Edwards (1918)
- High Tide, regia di Gilbert P. Hamilton (1918)
- The Usurper, regia di James Young (1919)
- Il figlio adottivo (Nobody's Kid), regia di Howard C. Hickman (1921)
- The Forgotten Woman, regia di Park Frame (1921)
- The Temple of Venus, regia di Henry Otto - soggette e sceneggiatura (1923)